# Vénus de Falkenstein
 (avril 2018).
Si vous disposez d'ouvrages ou d'articles de référence ou si vous connaissez des sites web de qualité traitant du thème abordé ici, merci de compléter l'article en donnant les références utiles à sa vérifiabilité et en les liant à la section « Notes et références ».
La Vénus de Falkenstein est une figurine du Néolithique représentant une femme nue stylisée, découverte à Falkenstein, à 60 km au nord de Vienne, en Autriche.

## Historique
La statuette a été trouvée près du château de Falkenstein, en Basse-Autriche.

## Description
La Vénus de Falkenstein est une statuette de 13 cm de haut représentant un corps de femme nue. Elle a un haut du corps allongé, tandis que le bas du corps est relativement raccourci et avec des hanches proéminentes, supposées être un symbole de la fertilité et de la fécondité. Les bras sont étirés dans la direction latérale, ce qui est plutôt une caractéristique des figurines du Paléolithique supérieur. La tête est positionnée sur un long cou et est abstraite, sans visage reconnaissable. Contrairement aux figurines du Paléolithique supérieur, le triangle pubien n'est pas souligné.
La statuette a été recouverte d'une coloration jaune. On distingue également peints sur l'objet un tablier, des cheveux, une ceinture et un pendentif sous la poitrine.

## Datation
La statuette est datée d'environ 4500 av. J.-C. Elle appartient au Néolithique et se rattache à la culture de Lengyel, du nom d'une localité de Hongrie.